# Albatros D.IV
L'Albatros D.IV fu un caccia biplano monoposto sviluppato dall'azienda tedesco imperiale Albatros Flugzeugwerke GmbH nei tardi anni dieci del XX secolo e rimasto allo stadio di prototipo.
Realizzato essenzialmente come laboratorio volante per il motore Mercedes D.III sperimentale dotato di riduttore di velocità epicicloidale interposto all'elica, venne utilizzato nel periodo della prima guerra mondiale.

## Storia del progetto
Durante la prima guerra mondiale le esigenze di prevalere sul nemico rese necessaria una continua ricerca tecnologica in tutti i campi applicati agli armamenti. L'aviazione, in pieno sviluppo dopo la sua prima fase pionieristica, contava anche sulla disponibilità di unità motrici in grado di sviluppare potenze sempre maggiori, che consentiva di raggiungere sempre maggiori prestazioni in velocità massima e di salita, e che risultassero sempre più parchi nei consumi al fine di aumentarne autonomia e raggio d'azione.
Una delle soluzioni fu quella di utilizzare un cambio di velocità per permettere all'elica di girare ad una velocità diversa da quella del motore diminuendo quindi il regime di rotazione quando non era ritenuto più necessario. La Daimler-Motoren-Gesellschaft che già aveva avviato la produzione in serie del 6 cilindri in linea Mercedes D.III si accordò con l'Albatros per fornire una cellula atta a sperimentare questa soluzione e l'azienda aeronautica avviò lo sviluppo di un modello che utilizzava la fusoliera del D.Va, la quale si differenziava solamente in modifiche minori nel bilanciamento del timone e nello stabilizzatore orizzontale, con la velatura del D.II e dove il motore trovò spazio, al contrario della versione a presa diretta, rimanendo all'interno della struttura con evidenti vantaggi nella penetrazione aerodinamica.
Le due previste mitragliatrici LMG 08/15 Spandau calibro 7,92 mm abbinate ad un sincronizzatore e sparanti attraverso il disco dell'elica non vennero mai installate nel velivolo.
Nel novembre 1916 venne emesso un ordine per tre esemplari, tuttavia solo un prototipo riuscì ad essere completato e portato in volo. Durante il periodo di prova il modello, identificato come da convenzione Idflieg D.IV, venne equipaggiato con una serie di eliche diverse per tipo, quantità di pale e dimensioni senza tuttavia trovare soluzione ad una congenita tendenza a produrre vibrazioni che risultavano eccessive e pericolose sia nella gestione del volo che nell'integrità strutturale del velivolo pregiudicandone anche le prestazioni. L'impossibilità di risolvere il problema determinò l'abbandono dello sviluppo di motore e velivolo.

## Utilizzatori
Germania
- Luftstreitkräfte